# Обертен
Оберте́н (фр. Aubertin) — коммуна во Франции, находится в регионе Аквитания. Департамент — Атлантические Пиренеи. Входит в состав кантона Бийер-э-Кото-де-Жюрансон. Округ коммуны — Олорон-Сент-Мари.
Код INSEE коммуны — 64072.

## География

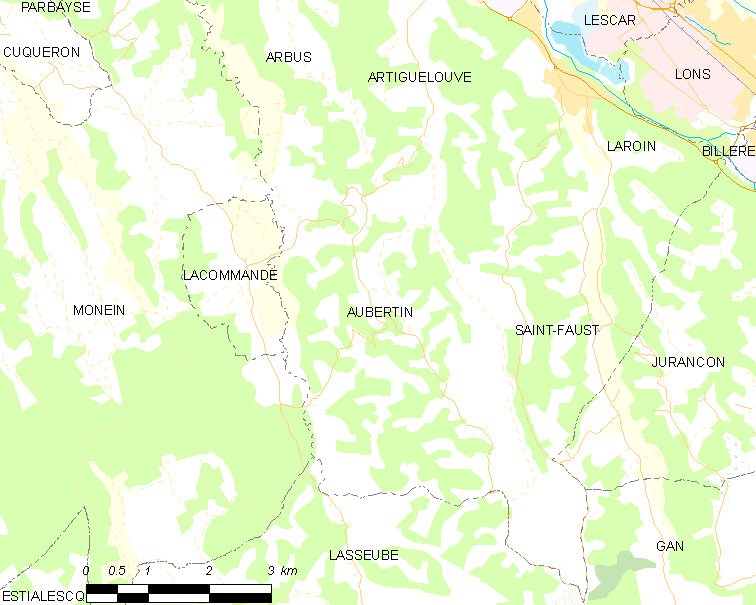
Карта коммуны

Коммуна расположена приблизительно в 660 км к югу от Парижа, в 175 км южнее Бордо, в 10 км к западу от По.
На западе коммуны протекает река Баиз.

### Климат
Климат тёплый океанический. Зима мягкая, средняя температура января — от +5°С до +13°С, температуры ниже −10 °C бывают редко. Снег выпадает около 15 дней в году с ноября по апрель. Максимальная температура летом порядка 20-30 °C, выше 35 °C бывает очень редко. Количество осадков высокое, порядка 1100 мм в год. Характерна безветренная погода, сильные ветры очень редки.

## Население
Население коммуны на 2010 год составляло 656 человек.
| 1962 | 1968 | 1975 | 1982 | 1990 | 1999 | 2010 |
| ---- | ---- | ---- | ---- | ---- | ---- | ---- |
| 456  | 398  | 455  | 571  | 607  | 629  | 656  |

## Администрация
| Период | Период | Фамилия         | Партия | Примечания |
| ------ | ------ | --------------- | ------ | ---------- |
| 1965   | 1976   | Рене Ками       |        |            |
| 1976   | 2001   | Люсьен Онде     |        |            |
| 2001   | 2014   | Филипп Буалло   |        |            |
| 2014   | 2020   | Мартин Родригес |        |            |

## Экономика
В 2010 году среди 433 человек трудоспособного возраста (15-64 лет) 300 были экономически активными, 133 — неактивными (показатель активности — 69,3 %, в 1999 году было 70,0 %). Из 300 активных жителей работали 282 человека (152 мужчины и 130 женщин), безработных было 18 (9 мужчин и 9 женщин). Среди 133 неактивных 36 человек были учениками или студентами, 65 — пенсионерами, 32 были неактивными по другим причинам.

## Достопримечательности
- Церковь Св. Августина (1859 год)[4]
- Замок Навай

## Фотогалерея

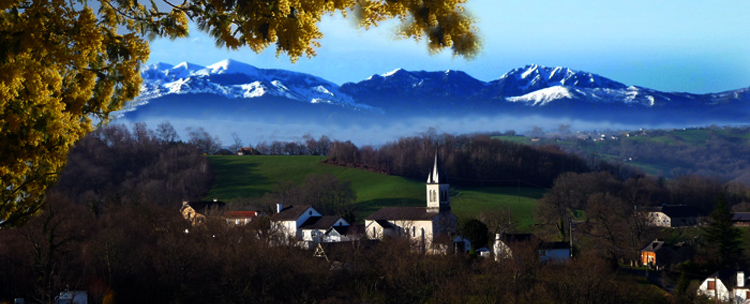
Обертен
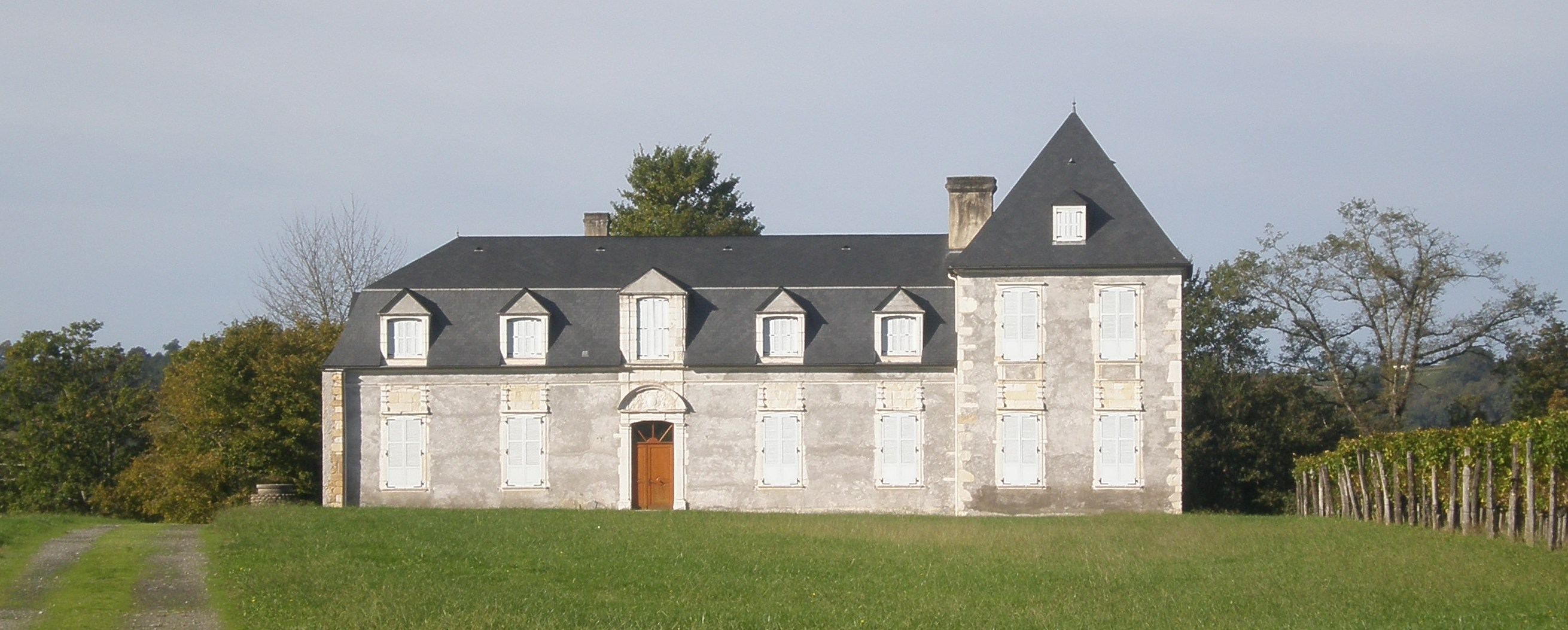
Замок Навай
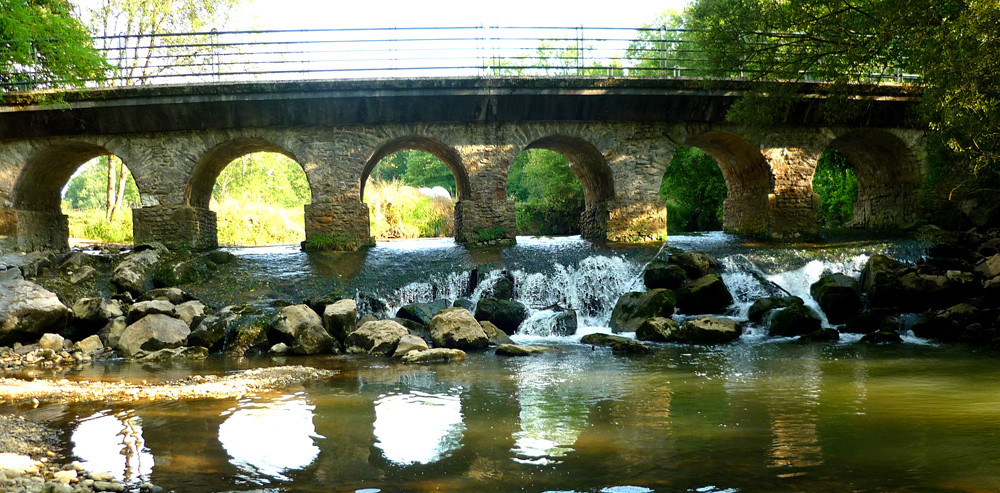
Мост Гуа-де-Лаба через реку Баиз